# Vasiliy Kaptyukh
Vasiliy Kaptyukh (né le 27 juin 1967 à Maladetchna) est un athlète biélorusse spécialiste du lancer du disque.

## Carrière
Il s'illustre durant les Championnats du monde 1995 de Göteborg en se classant troisième du concours du disque remporté par l'Allemand Lars Riedel. L'année suivante, il monte sur la troisième marche du podium des Jeux olympiques d'Atlanta avec la marque de 65,80 m, derrière Lars Riedel et Vladimir Dubrovschik. Il établit la meilleure performance de sa carrière avec 67,59 m quatre ans plus tard, lors des Jeux olympiques de Sydney, terminant au pied du podium. En 2003, Kaptyukh se classe troisième des Championnats du monde de Paris avec 66,51 m derrière le Lituanien Virgilijus Alekna et le Hongrois Robert Fazekas, obtenant sa deuxième médaille de bronze dans cette compétition.

## Palmarès
| Année | Compétition                     | Lieu      | Place | Marque  |
| ----- | ------------------------------- | --------- | ----- | ------- |
| 1986  | Championnats du monde junior    | Athènes   | 3e    | 58,22 m |
| 1990  | Championnats d'Europe           | Split     | 4e    | 63,72 m |
| 1993  | Championnats du monde           | Stuttgart | 7e    | 61,64 m |
| 1995  | Championnats du monde           | Göteborg  | 3e    | 65,88 m |
| 1996  | Jeux olympiques                 | Atlanta   | 3e    | 65,80 m |
| 2000  | Jeux olympiques                 | Sydney    | 4e    | 67,59 m |
| 2001  | Championnats du monde           | Edmonton  | 6e    | 66,25 m |
| 2003  | Championnats du monde           | Paris     | 3e    | 66,51 m |
| 2003  | Finale mondiale de l'athlétisme | Monaco    | 3e    | 65,85 m |